# Yvette Alloo
Yvette Alloo est une championne paralympique belge de tennis de table née en 1930 à Bruxelles et morte le 23 septembre 2020. Elle est la première Belge à remporter une médaille d'or aux Jeux paralympiques. 

## Biographie
Yvette Alloo naît en 1930 à Bruxelles.
Elle est paralysée des jambes à l’âge de 15 ans. Elle pratique le tennis de table en chaise roulante.
Elle s'est mariée avec Guy Herman qu'elle a rencontré lors des Jeux paralympiques de Rome en 1960. 
Elle décède le 23 septembre 2020 à 90 ans.

### Carrière
Yvette Alloo débute le sport en 1955 au Centre de traumatologie et de réadaptation à l’hôpital Brugmann.
En 1960, elle faisait partie des 15 athlètes belges qui ont participé aux premiers Jeux paralympiques de Rome. Elle participait aux épreuves de tennis de table et d’escrime. Elle revient avec une médaille d'or en tennis de table.
Quatre ans plus tard, elle participe aux Jeux paralympiques de Tokyo et remporte l'or à nouveau en tennis de table. 
Elle a mis fin à sa carrière sportive en 1965.

### Engagement
Yvette Alloo fait partie des membres fondateurs de la Fédération Sportive Belge des Handicapés (FSBH), qui deviendra plus tard le Belgian Paralympic Committee.
Elle a également occupé pendant 35 ans le rôle de secrétaire au Centre de traumatologie et de réadaptation de l’hôpital Brugmann et a contribué directement au développement du sport paralympique en Belgique.

## Palmarès
Yvette Alloo décroche l'or à deux reprises aux Jeux paralympiques en tennis de table 
- Rome en 1960
- Tokyo en 1964.

Elle est la toute première athlète belge à remporter une médaille d'or aux Jeux paralympiques.